# Sphagnum perichaetiale
Sphagnum perichaetiale är en bladmossart som beskrevs av Hampe in C. Müller 1848. Sphagnum perichaetiale ingår i släktet vitmossor, och familjen Sphagnaceae. Inga underarter finns listade i Catalogue of Life.